# 天津市证券交易所
天津市证券交易所，成立于1949年6月1日，是在中共在接收1948年成立的原“天津证券交易所”的基础上，成立的第一个证券交易所。

## 历史
1949年初，中国人民解放军占领天津，天津是当时中国第二大工商业城市和北方最大的金融商贸中心。最初，天津市军管会为稳定市场，打击金银外币买卖活动并明令停止证券交易活动。一段时间以后，天津军事管制委员会金融接管处改变管理思路，为稳定商品市场、吸收部分社会游资以及调动私营工商业者恢复和发展生产的积极性，决定放开股票交易以吸引游资，减轻游资对整个市场的冲击。因此，经华北区财委会、人民银行总行及天津市人民政府批准，1949年6月1日，天津市证券交易所正式开业。